# Anomalipes zhaoi
Anomalipes zhaoi (gr. "pie extraño de Zhao Xijin") es la única especie conocida del género extinto Anomalipes de dinosaurio terópodo cenagnátido, que vivió a finales del período Cretácico, hace 75 millones de años, en el Campaniense, en lo que hoy es Asia. Los restos se encontraron en un lecho de huesos del Grupo Wangshi del Cretácico Superior en Zhucheng, Shandong, China, rico en restos fósiles del gigantesco hadrosáurido Shantungosaurus. Se basa en el holotipo, ZCDM V0020, recolectado recientemente que comprende un miembro posterior izquierdo parcial de la localidad de Kugou en Zhucheng. este ejemplar es más pequeño que los cenagnátidos típicos pero más grande de lo que es típico para el otro clado principal oviraptorosaurio, Oviraptoridae. Las comparaciones de tallas entre los ovirraptorosaurios muestran que los cenagnátidos varían mucho más en tamaño que los ovirraptóridos.
Anomalipes se deriva del latín anomalus, peculiar, anormal, no fácilmente clasificado y pes ,pie, que se refiere a la forma inusual de su pie. El nombre específico, A. zhaoi, fue nombrado en honor a Zhao Xijin.